# Carlo Aloë
Carlo Aloé, Taufname Carlo Tomaso Aloë (* 26. Mai 1939 in Neuenburg; † 1. Januar 2023 in Basel), war ein Schweizer Maler, Zeichner, Grafiker und Experimentalfilmer.

## Leben und Werk
Carlo Aloë lebte ab 1962 in Basel und schrieb ab dann seinen Namen Aloé. Sein Grossvater väterlicherseits wanderte von Aquilinia in die Schweiz ein und eröffnete oberhalb von Neuenburg mit einem Geschäftspartner einen Steinbruch. Seine Mutter stammte aus Genua und lebte ab 1938 in Neuenburg.  
Carlo Aloé wuchs in der Stadt Neuenburg auf. Als Kind besuchte er dort mit seinem Vater die Museen und seine Mutter nahm ihn oft zu Kinovorführungen mit. In der Folge blieb er zeitlebens ein begeisterter Kinogänger. Später absolvierte er in Neuenburg eine Lehre als Schriftsetzer. 
In Basel lebte Carlo Aloé die ersten Jahre in sehr bescheidenen Verhältnissen. Den Lebensunterhalt verdiente er sich vormittags als Schriftsetzer und widmete die restliche Zeit wie schon in Neuenburg der autodidaktisch erlernten Malerei. Zudem pflegte er einen intensiven Austausch mit anderen Kunstschaffenden, die sich regelmässig in der «Rio Bar» in Basel trafen. Auch reiste Aloé regelmässig nach Colmar, um dort die Gemälde des Isenheimer Altars zu studieren.
Carlo Aloé stellte seine Werke 1963 zum ersten Mal in der «Galerie Knöll» in Basel aus. Auch produzierte er Super-8-Kurzfilme sowie einen 16-mm-Film, in dem René Schweizer und Matthyas Jenny zu sehen sind. Zudem stellte er kurzzeitig seine Werke mit der «Farnsburggruppe» aus. Weitere Einzel- und Gruppenausstellungen im In- und Ausland folgten. Seine Werke sind in öffentlichen wie auch in privaten Sammlungen vertreten.
1965 lernte Carlo Aloé seine zukünftige Ehefrau Eva kennen. Dem vorherrschenden kommerzialisierten nationalen wie internationalen Kunstbetrieb und deren Vertretern stand er sehr kritisch gegenüber. Die Arbeiten von u. a. Valerio Adami, Malcolm Morley, James Rosenquist und dem französischen Maler und Filmemacher Jacques Monory gab er den Vorzug.
Carlo Aloé schuf mehrere hundert Werke, die weit verstreut und oft nicht mehr auffindbar sind. 